# Kakiri
Kakiri – miasto w Ugandzie, w dystrykcie Wakiso.